# Furkan Aldemir
Furkan Aldemir (Smirne, 9 agosto 1991) è un ex cestista turco.
Alto 206 cm, giocava come ala grande e centro.

## Carriera
Dal 2007 al 2011 ha militato nel Pınar Karşıyaka, e successivamente si è trasferito al Galatasaray, con la cui maglia ha disputato 28 incontri in TBL.
Al draft NBA 2012 è stato selezionato al secondo giro come 53ª scelta assoluta dai Los Angeles Clippers, ed è stato poi girato agli Houston Rockets.
Con la Turchia ha disputato i Campionati mondiali del 2014 e due edizioni dei Campionati europei (2015, 2017).

## Statistiche

### NBA

#### Regular season
| Anno     | Squadra            | PG | PT | MP   | TC%  | 3P% | TL%  | RP  | AP  | PRP | SP  | PP  |
| -------- | ------------------ | -- | -- | ---- | ---- | --- | ---- | --- | --- | --- | --- | --- |
| 2014-15  | Philadelphia 76ers | 41 | 9  | 13,2 | 51,3 | 0,0 | 48,1 | 4,3 | 0,7 | 0,4 | 0,4 | 2,3 |
| Carriera | Carriera           | 41 | 9  | 13,2 | 51,3 | 0,0 | 48,1 | 4,3 | 0,7 | 0,4 | 0,4 | 2,3 |

## Palmarès
- Campionato turco: 1

Galatasaray: 2012-13
- Coppa del Presidente: 1

Galatasaray: 2011
- Eurocup: 1

Darüşşafaka: 2017-18